# Colombo (cantata)
Colombo è una cantata di Antônio Carlos Gomes su libretto di Albino Falanca, pseudonimo di Aníbal Falcão, politico brasiliano e amico del compositore. È definita "poema corale sinfonico in quattro parti".

## Storia delle rappresentazioni
La cantata, composta per la festa di commemorazione del quattrocentenario della scoperta dell'America da parte di Cristoforo Colombo, fu rappresentata per la prima volta al Teatro Lyrico di Rio de Janeiro (ex Theatro D. Pedro II) il 12 ottobre 1892.
Per 114 anni il Colombo fu rappresentato solo nel Continente Americano, finché nel 2006 fu eseguito per la prima volta in Europa al Teatro Massimo Bellini di Catania sotto la direzione di Silvio Barbato: un vero e proprio evento che richiamò l'interesse della stampa internazionale.
Nell'occasione, fu realizzato un cd curato dalle edizioni musicali Bongiovanni.

## Discografia
- Silvio Barbato (direttore), Orchestra e Coro del Teatro Massimo Bellini, Rossana Potenza (Isabella), Gustavo Porta (Fernando), Alexandru Agache (Colombo), Francesco Palmieri (Il Frate) - 2008 - BONGIOVANNI.
- Ernani Aguiar (direttore), Orchestra e Coro della Scuola di Musica dell'Università Federale di Rio de Janeiro (UFRJ)[3], Carol McDavit (Isabella), Fernando Portari (Fernando), Inácio de Nonno (Colombo), Maurício Luz (Il Frate) - 1998 - UFRJ/Musica. La registrazione conquistò il premio per il "Miglior CD del 1998", dall'Associazione Paulista di Critici d'Arte (APCA)[4] e il Premio Sharp nella categoria "Miglior CD di musica erudita"